# Oreste (Morlacchi)
Oreste è un'opera lirica di Francesco Morlacchi. Si tratta della quinta di venticinque opere musicali da lui composte.
Basata su un libretto di Leonardo Botton, venne rappresentata per la prima volta al Teatro Imperiale di Parma il 26 dicembre 1808.
È un'opera giovanile, composta da Morlacchi a soli ventiquattro anni, mentre stava vivendo un momento prolifico della sua carriera.